# Тапири
Тапирите (Tapirus) са семейство нечифтокопитни бозайници с къса дебела опашка и мека еластична зурла, наподобяваща малко слонски хобот. Цветът им варира от кафяво до сиво, дори черно при някои видове. Съществуват и такива с черна глава и крака, и с мръснобял гръб и корем. Тапирите са роднини както на конете, така и на носорозите, но на външен вид не приличат на нито едно от двете животни. Когато се хранят, използват носа си, за да отместват предмети, и пасат трева като конете.
Малайският тапир (Tapirus indicus) се среща в Мианмар, Малайзия, Тайланд и Суматра. Другите видове обитават горите на Централна и Южна Америка. Южноамериканските видове са по-едри от азиатския вид. И трите вида от Южна Америка са приблизително еднакви на размери, като теглото им може до около 230 кг. Малайският тапир е двойно по-голям от тях, като в някои редки случаи може да достигне и до 500 кг. Обикновено тапирите живеят навътре в гората близо до блата и реки. Те са умели плувци и често се крият от неприятелите си във водата. Основният неприятел на тапира в Южна Америка е ягуарът, а в Азия, макар и рядко – тигрите.
Тапирите са застрашени от изчезване род, което означава, че броят им в природата намалява все повече и повече. Това е така, защото хората изсичат горите за дървен материал и разчистват почвата, за да засаждат земеделски култури, като унищожават обиталищата на тапира, а също и на много други животни. Освен от тигри и ягуари тапирите са заплашени и от ловци, които ги убиват за храна и за спорт.

## Тапирите в България
Фосилната летопис на тапирите в България е изненадващо богата. Установени са останките на 7 таксона/вида (4 недоопределени до вид). Най-древните от тях са с туролска възраст. Всички видове (Tapirus arvernensis, T. jeanpivetoui, T. balkanicus, както и Tapirus sp. – 1, 2, 3, и 4) произлизат от общо 10 късно-миоценски находища в страната. Всички те се намират в Югозападна България (на юг от Стара планина и на Запад от Рило-Родопския масив). В България най-често са намирани черепни фрагменти (долни и горни челюсти). Доказва се, че Балканите са били районът с най-разнообразна мегафауна от тапири в късния неоген (миоцена) в Европа.

## Таксономия
Семейството съдържа пет актуално съществуващи и един изчезнал род:
- Tapirus bairdii – Централноамерикански тапир
- Tapirus indicus – Малайски тапир
- Tapirus kabomani – Кабомански тапир
- Tapirus pinchaque – Планински тапир
- Tapirus terrestris – Бразилски тапир
- †Tapirus webbi – Калифорнийски тапир (изчезнал)